# Арнольди, Николай Константинович
Николай Константинович Арнольди (3 июля 1834, Козлов — 5 июня 1917, Царское Село) — российский действительный тайный советник, заведующий Эмеритальной кассы Военно-сухопутного ведомства Российской империи (1905—1917).

## Биография
В службе  и классном чине с 1856 года на службе по ведомству министерства финансов. На 1868 год надворный советник — ревизор Ревизионной комиссии Государственного контроля Российской империи. С 1869 года  состоял по военному ведомству, коллежский советник — старший помощник делопроизводителя Канцелярии Военного министерства Российской империи.
На 1873 год статский советник — делопроизводитель Канцелярии Военного министерства и одновременно заведующий  Хозяйственно-рукодельным для девиц заведением Императорского человеколюбивого общества. В 1874 году произведён в действительные статские советники. С 1878 года был назначен так же председателем Санкт-Петербургского хозяйственно-технического комитета при ИМЧО. В 1888 году произведён в тайные советники.
С 1892 года заведующий законодательным отделением Канцелярии Военного министерства Российской империи. В 1905 году произведён в действительные тайные советники с назначением  заведующим Эмеритальной кассы Военно-сухопутного ведомства при Военном совете Российской империи.
Умер 5 июня 1917 года в Царском Селе, похоронен 7 июня 1917 года на Царскосельском Братском кладбище.

## Награды
Был награждён всеми российскими орденами вплоть до ордена Святого Александра Невского с бриллиантовыми знаками пожалованные ему 6 декабря 1913 года.